# Fristatsprovinsen
Fristatsprovinsen (sotho: Foreisetata; afrikaans: Vrystaat; xhosa: Freyistata; engelska: Free State) är en provins i centrala Sydafrika, belägen på den sydafrikanska högplatån, mellan floderna Vaal och Oranje, med 2 773 059 invånare (2007) på en yta av 129 480 km². Provinshuvudstad är Bloemfontein, som även är Sydafrikas juridiska huvudstad.

## Natur

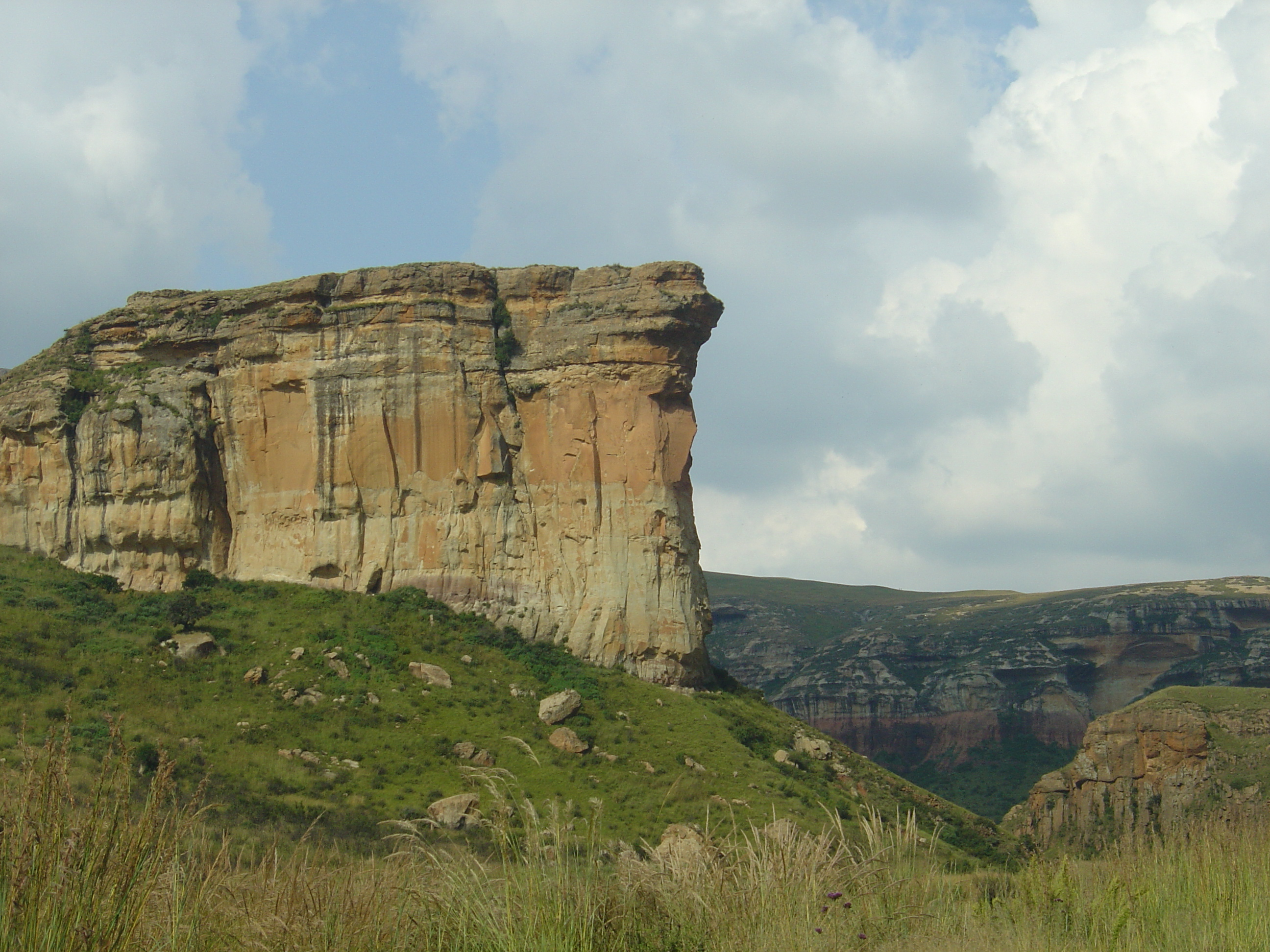
Klippan Brandwag i Golden Gate Highlands National Park.

Fristatsprovinsen är en del av den inre sydafrikanska högplatån, där bergskedjan Drakensberg utgör gräns till Lesotho och grannprovinsen KwaZulu-Natal. Detta böljande platålandskap har en genomsnittshöjd på 1 200-1 500 meter över havet, och är högst i öst. Enstaka berg med platt topp, så kallade kopjes, reser sig över högplatån. Floden Vaal med bifloder dränerar provinsen i norr, Oranjefloden i söder.

## Befolkning
Vid folkräkningen 2001 var 88 % av befolkningen svart och 9 % vit. 64 % hade sotho som modersmål. Andra större språk är afrikaans, xhosa och tswana. Cirka 70 % av befolkningen bor i urbana områden. Den största staden är huvudstaden Bloemfontein (på sotho Mangaung). Andra viktiga städer är guldstäderna Welkom och Odendaalsrus, Sasolburg, Kroonstad, Parys, Phuthaditjhaba och Bethlehem.

## Näringsliv
Omkring 90 % av provinsens areal används till jordbruk. Av detta är mer än hälften betesmark, och provinsen är väl ägnad för boskaps- och fårskötsel. Provinsen har stor produktion av majs och vete. Man har även betydande bergverksdrift; bland annat utvinns stora mängder diamanter och kol. Industrin är relativt dåligt utvecklad, men vid Sasolburg finns betydande petrokemisk industri.

## Historia
Fristatsprovinsen ersatte 1994 den tidigare Oranjefristaten (Orange Free State); namnet byttes officiellt den 9 juni 1995.